# Page (Nebraska)
Page é uma vila localizada no estado americano de Nebraska, no Condado de Holt.

## Demografia
Segundo o censo americano de 2000, a sua população era de 157 habitantes.
Em 2006, foi estimada uma população de 144, um decréscimo de 13 (-8.3%).

## Geografia
De acordo com o United States Census Bureau, a localidade tem uma área de 0,6 km², sem área coberta por água. Page localiza-se a aproximadamente 598 m acima do nível do mar.

## Localidades na vizinhança
O diagrama seguinte representa as localidades num raio de 28 km ao redor de Page.